# Блауштајн
Блауштајн (њем. Blaustein) општина је у њемачкој савезној држави Баден-Виртемберг. Једно је од 55 општинских средишта округа Алб-Донау-Крајс. Према процјени из 2010. у општини је живјело 15.427 становника. Посједује регионалну шифру (AGS) 8425141.

## Географски и демографски подаци
Блауштајн се налази у савезној држави Баден-Виртемберг у округу Алб-Донау-Крајс. Општина се налази на надморској висини од 495 метара. Површина општине износи 55,6 km².

## Становништво
У самом мјесту је, према процјени из 2010. године, живјело 15.427 становника. Просјечна густина становништва износи 277 становника/km².